# Dryopsophus cavernicola
Espèce
Synonymes
- Litoria cavernicola Tyler & Davies, 1979

Statut de conservation UICN

 DD  : Données insuffisantes
Dryopsophus cavernicola est une espèce d'amphibiens de la famille des Pelodryadidae.

## Répartition
Cette espèce est endémique de la région du Kimberley en Australie-Occidentale. Elle se rencontre entre 150 et 300 m d'altitude sur le plateau de Mitchell et sur les îles Bigge et Katers ce qui représente 8 100 km2.

## Description
Les mâles mesurent de 44 à 51 mm et les femelles de 50 à 57 mm.

## Publication originale
- Tyler & Davies, 1979 : A new species of cave-dwelling hylid frog from Mitchell Plateau, Western Australia. Transactions of the Royal Society of South Australia, vol. 103, p. 149-153 (texte intégral).